# Équipe cycliste De Nardi-Pasta Montegrappa
L'équipe cycliste De Nardi-Pasta Montegrappa est une équipe slovaque de cyclisme professionnel sur route, active de 1999 à 2002. Elle disparaît à l'issue de la saison 2002 car elle fusionne la saison suivante avec Colpack-Astro pour donner naissance à De Nardi-Colpack-Astro.
Elle ne doit pas être confondue avec l'équipe italienne De Nardi, active de 2003 à 2005.

## Principales victoires
- Tour de Yougoslavie : Milan Dvorščík (1999)
- Tour de Suède : Michael Andersson (2000)
- Scandinavian Open Road Race : Magnus Ljungblad (2000)
- Raiffeisen Grand Prix : Jan Bratkowski (2001)
- Poreč Trophy IV : Jan Bratkowski (2001) et Andrus Aug (2002)
- Grand Prix du canton d'Argovie : Giuseppe Palumbo (2002)
- Grand Prix Nobili Rubinetterie IV : Andrus Aug (2002)

## Classements UCI par équipes
En 1999 et 2000, l'équipe  est classée parmi les Groupes Sportifs III (GSIII), la troisième catégorie des équipes cyclistes professionnelles. En 2001, elle évolue au sein de la deuxième catégorie (GSII). Les classements détaillés ci-dessous pour cette période sont ceux de la formation en fin de saison.
| Saison | Classement par équipes | Meilleur coureur au classement individuel |
| ------ | ---------------------- | ----------------------------------------- |
| 1999   | 1e (GSIII)             | Alexander Fedenko (349e)                  |
| 2000   | 9e (GSIII)             | Kim Kirchen (682e)                        |
| 2001   | 37e (GSII)             | Ján Valach (499e)                         |
| 2002   | 9e (GSII)              | Giuseppe Palumbo (198e)                   |